# ساركاستودون

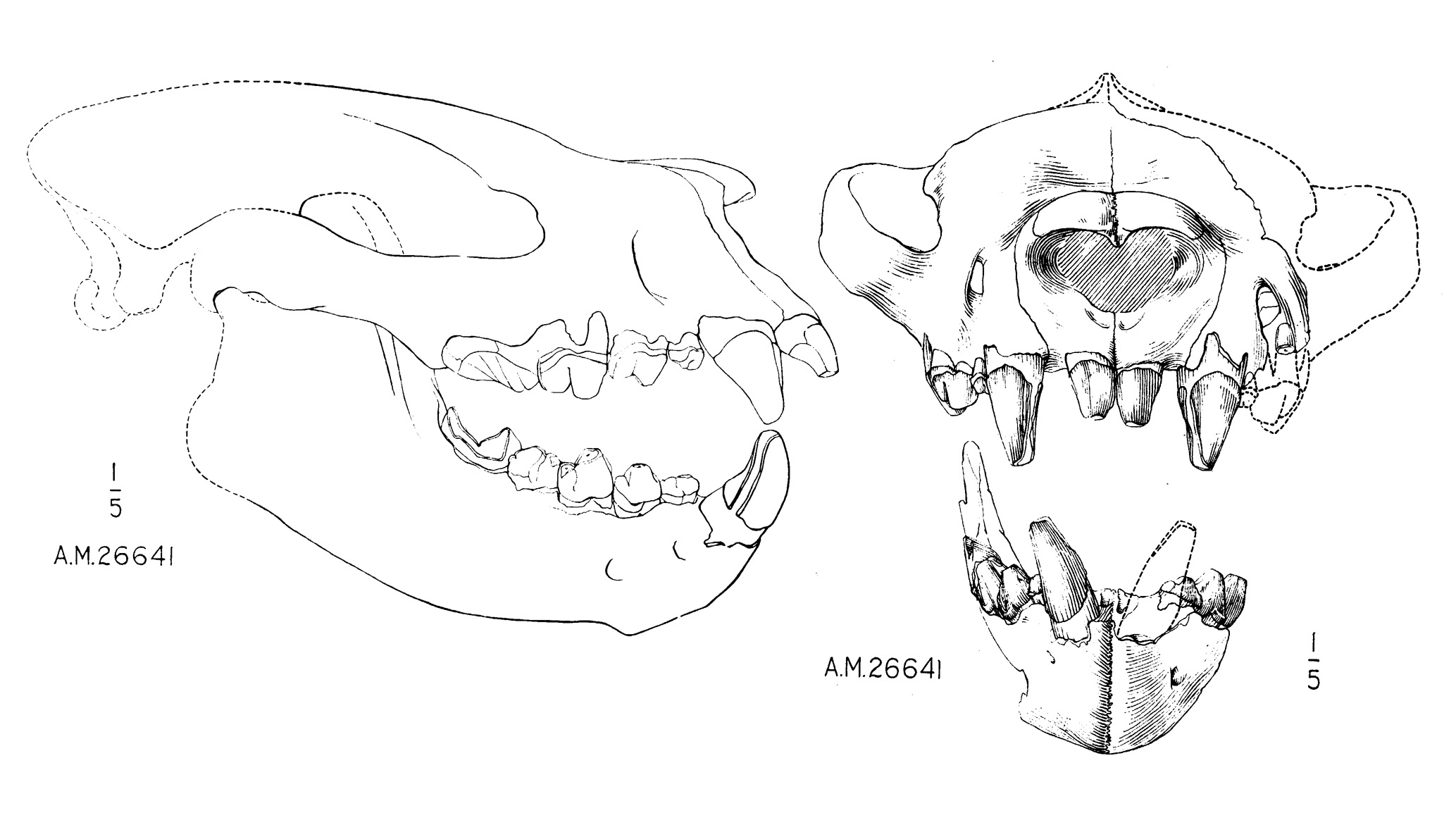
إعادة إنشاء الجمجمة

الساركاستودون (Sarkastodon) هو جنس منقرض آكل للحوم من عائلة Oxyaenidae عاش خلال عصر الإيوسين منذ حوالي 35 مليون سنة، حجمه كان كبيرًا وكان يعيش فيما هو الآن منغوليا، الساركاستودون معروف فقط من جمجمة وعظام الفكين وربما كان يفترس الثدييات الكبيرة في مجموعتها خلال الإيوسين المتأخر مثل البرونتوثيريات والكركدنيات.

## وصلات خارجية
- PDF of Granger, 1938
- Artistic reconstruction of Sarkastodon, shown waiting for Andrewsarchus to finish eating from a dead brontothere.